# Gioacchino Toma
Gioacchino Toma (Galatina, 24 gennaio 1836 – Napoli, 12 gennaio 1891) è stato un pittore e patriota italiano, tra i maggiori dell'Ottocento napoletano.

## Biografia
Orfano a sei anni, Gioacchino Toma conobbe un'infanzia infelice, tra orfanotrofi, conventi e per un certo tempo anche il carcereː queste esperienze segnarono per la vita la sua sensibilità. Nell'unica opera letteraria di cui fu autore: Ricordi di un orfano, Toma, descrivendo la sua infanzia di orfano privo di affetti, delineò una sufficiente guida per capire la sua personalità di artista. Le vicende tragiche della sua adolescenza, impregnarono infatti di tristezza parte della sua produzione artistica, tanto che una parte della critica ufficiale, in modo semplicistico, lo definì "il pittore del grigio".
A dieci anni, come orfano, fu affidato a parenti, cui giunse poco gradito l'impegno di prendersene cura. Se ne liberarono, affidandolo prima ad un convento e successivamente all'Ospizio gratuito di Giovinazzo, Gioacchino dove apprese i primi rudimenti del disegno e realizzò negli anni 1853-1855 varie nature morte di modesta qualità.
Ritornò a casa, a Galatina, in seguito ad una malattia; ma l'atmosfera domestica gli era insopportabile. Un violento litigio con i familiari lo indusse all'età di 18 anni a rompere definitivamente con questi e partire. Nel 1855 raggiunse fortunosamente Napoli e si pose al seguito del pittore Alessandro Fergola, allora impegnato nella decorazione de "La favorita", (opera francese di Gaetano Donizetti); realizzò per Fergola soprattutto bozzetti e divenne, egli stesso, un buon artigiano esperto d'ornato.
Nel 1857, in una retata fu arrestato per errore dalla polizia borbonica, con l'accusa di cospirazione e dovette scontare 18 mesi di confino a Piedimonte d’Afile, dove fu iniziato alla carboneria da alcuni aristocratici liberali del luogo. Costoro furono anche i primi committenti, per i quali eseguì soggetti sacri, ritratti e nature morte, al modo di Gennaro Guglielmi.
Terminato il periodo di confino, perseverò nel suo impegno patriottico, arruolandosi tra i garibaldini e partecipando alla campagna militare del 1860. Durante la guerra fu catturato e condannato; l'intervento delle truppe piemontesi, al comando del generale Cialdini, lo salvò, quando ormai la sua sorte sembrava segnata.

### Studi di pittura e prime esposizioni
Al suo ritorno a Napoli, nel 1858, grazie alla garanzia del Duca di Laurenzana, si iscrisse al Reale Istituto di Belle Arti, seguendo la scuola di nudo di Mancinelli. Realizzò ritratti secondo un gusto ancora neoclassico (vedi il Ritratto della duchessa Gaetani) e si dedicò alla pittura di storia, sulla scia di Morelli; infatti con un soggetto tassesco, l'Erminia (Napoli, Palazzo Reale), esordì ufficialmente nell'ultima mostra Borbonica del 1859, ricavandone una medaglia d'argento e l'acquisto da parte di Casa reale.
I due anni successivi furono dedicati ai moti contro il Borbone, alla campagna garibaldina e alla militanza nella Guardia nazionale, per combattere il brigantaggio. Dal 1861 - anno della cacciata dei Borboni - poté dedicarsi con continuità alla pittura.
Nel 1861 espose a Firenze Un prete rivoluzionario, opera affine ai modi di Cammarano, per chiaroscuro e teatralità di impianto; a quest'opera contrapponeva l'anno seguente Il danaro di San Pietro (noto anche come Il prete reazionario; già collezione Vonwiller, ora a Napoli, al Museo di Capodimonte), che indagava nell'animo di un prete pieno di dubbi, nel momento in cui stava per finanziare il brigantaggio, con il ricavato della questua. Con tale dipinto e con I figli del popolo (Bari, Pinacoteca Provinciale) - una bambocciata di due bambini che festeggiano le figure di Garibaldi e Vittorio Emanuele - nel 1862 Toma prese parte, su invito di Morelli, alla prima mostra della Promotrice di belle arti di Napoli, società di cui fu socio dal 1867 al 1880, partecipando con sue opere alle mostre. La retrospettiva, postuma, fu curata da  De Nigris nel 1891.

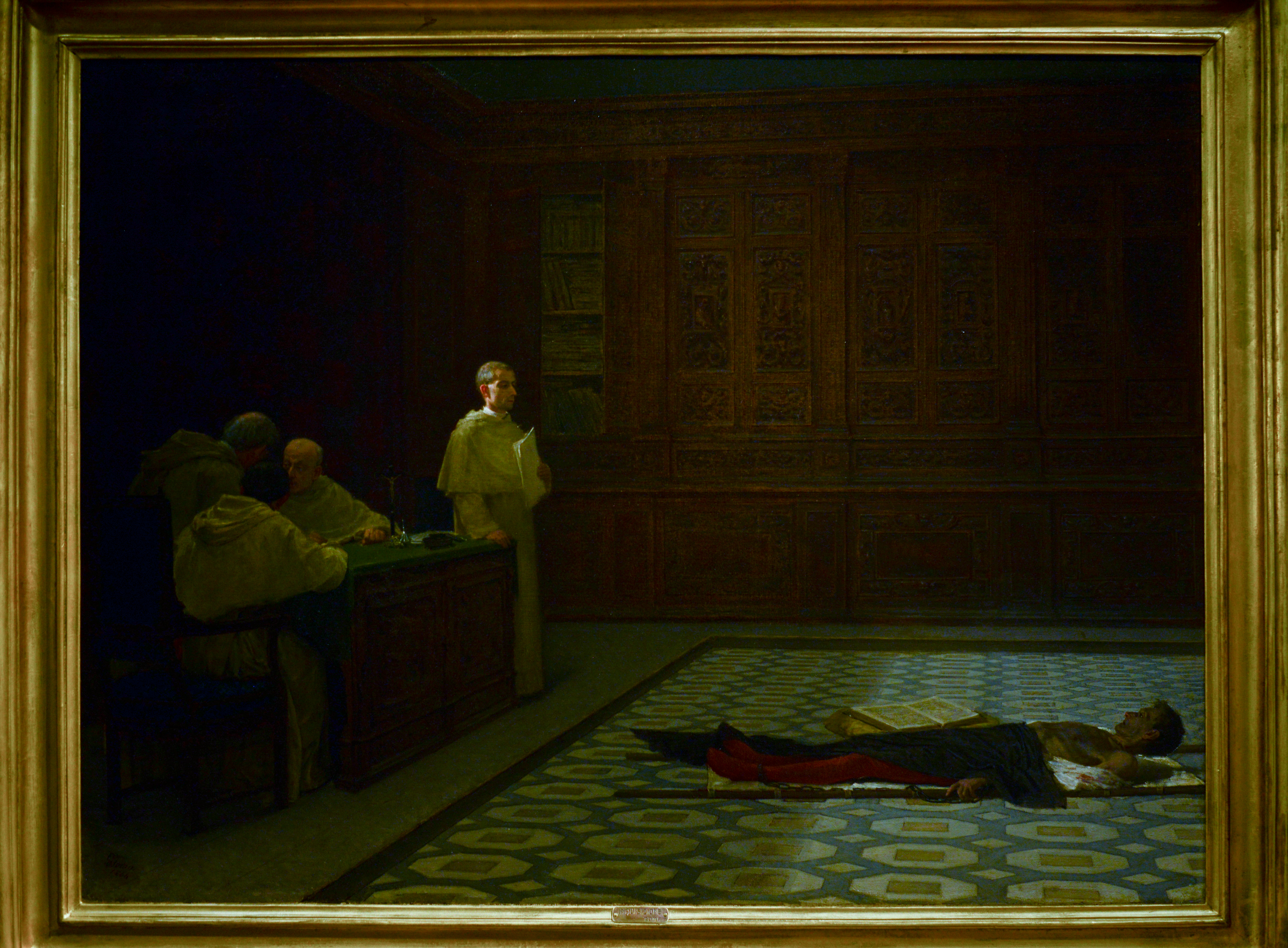
Un rigoroso esame del Sant'Uffizio (1864), Napoli, Museo civico di Castel Nuovo

Nel 1863 aveva presentato Il fiore appassito e I fanciulli italiani; nel 1864 espose Un esame rigoroso del Sant’Uffizio (Napoli, Comune), che fu inviato anche all'Esposizione Universale di Parigi del 1867, riscuotendo l'ammirazione di Meissonier.
Veniva così a maturazione il suo modo di intendere il quadro di storia, sia antica che contemporanea, attraverso una rappresentazione dei sentimenti e delle situazioni psicologiche, piuttosto che attraverso le ricostruzioni filologiche. Rispetto al modello dei soggetti di Celentano - dal Toma lungamente studiato, anche nell'impostazione dei dipinti di interni – prevaleva la dimensione domestica e quotidiana degli affetti che dava agli eventi un carattere universale. Era una scelta vicina a quella dei seguaci di Filippo Palizzi, come Martelli o Migliacci, ed in parte accostabile anche all'orientamento dei fratelli Induno, ben noti a Toma, senza tuttavia scadere nel bozzettivismo, né nel pittoresco, né tanto meno nel sentimentalismo esteriore.

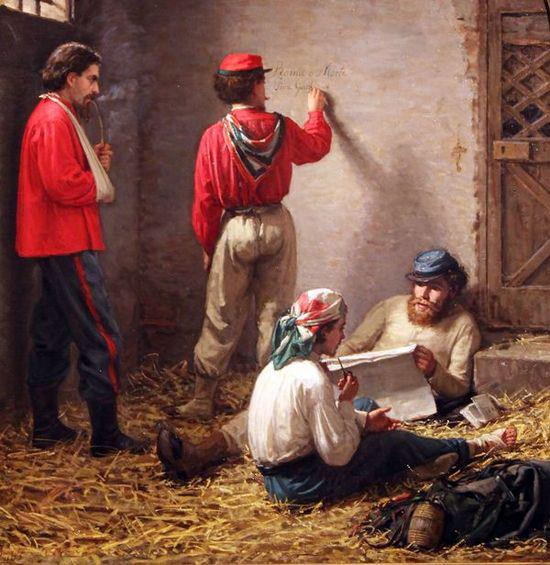
O Roma o morte (1863), Lecce, Museo storico Città di Lecce

### Insegnamento
Tale fase giovanile, caratterizzata talvolta da un chiaroscuro insistito – sulla scia di Filippo Palizzi e di Cammarano - da una prospettiva rigorosa, per lo più d'angolo, dalla severità dell'impianto e dall'individuazione di pochi personaggi ed oggetti, in funzione simbolico/espressiva si chiuse nel 1864, anno in cui Toma ebbe una forte crisi. Ne uscì nel 1865, grazie alla decisione di cambiare vita e di dedicarsi all'insegnamento del disegno applicato, nella scuola Operaia di Arti e Mestieri, nell'ex Convitto Cirillo e nella scuola di Ricamo dell'Ospizio Femminile di San Vincenzo Ferreri.
L'esperienza didattica, proseguita nel 1878 presso l'Istituto di Belle Arti, prima con l'incarico di professore aggiunto di pittura ornamentale poi, dal 1885, di disegno dei gessi, lo indusse anche a scrivere dei testi di disegno elementare e a pubblicare dei disegni per ricamo e per merletti, esposti alla Promotrice del 1886.
La ricerca prospettica, insieme alla sua eccezionale padronanza del mezzo luministico, graduato in modo tenue, tanto da fornire una base unitaria al dipinto e giocato su tonalità fredde (particolari furono le gamme dei grigi e dei neri), costituirono i principali elementi della sua fase matura.
Questa fase va da Le merlettaie cieche del 1872 (Napoli, collezione privata) – che mostra qualche affinità con Lega, forse attraverso la conoscenza delle opere di Cecioni – alla prima redazione della Luisa Sanfelice in carcere, esposta alla Promotrice del 1874, al Clemente VII in Castel Sant'Angelo, mentre è intento a nascondere le gioie del Vaticano, per trafugarle (1874, acquistato da Antonio Mordini alla Promotrice del 1875; Napoli, collezione privata), alle quattro opere passate quasi inosservate all'Esposizione nazionale di Napoli del 1877: La messa in casa (Napoli, Comune), Il viatico dell'orfana, La Ruota dell'Annunziata e la seconda versione della Luisa Sanfelice in carcere del 1877 (le tre opere sono a Roma, alla Galleria nazionale d'arte moderna e contemporanea).
Il quadro Luisa Sanfelice in carcere è considerato uno dei capolavori di Toma, ed uno dei più importanti quadri dell'Ottocento italiano, per lo studio attento dei colori e delle ombre che ricordano la lezione del Vermeer.

### Ultimi anni
Nel 1880 inviò a Torino Le educande al coro, La confessione in sacrestia, La pioggia di cenere a Napoli, dipinto in occasione dell'eruzione del 1872.
La causa dei diseredati e dell'infanzia abbandonata, insieme alle atmosfere conventuali erano oggetto di rappresentazione per Toma, anche in consonanza con la letteratura romantica minoreː cioè quella dei romanzi per le giovinette. Esemplari della sua vena intimista, fin troppo sottolineata dalla critica posteriore, sono dipinti come L'onomastico della maestra (1879), Il romanzo del chiostro (esposto alla Promotrice del 1888 e alla retrospettiva del 1891), Le orfane (esposto nel 1890 e nel 1891), La madre di latte (o Le due madri, 1874, tela esposta nel 1891).

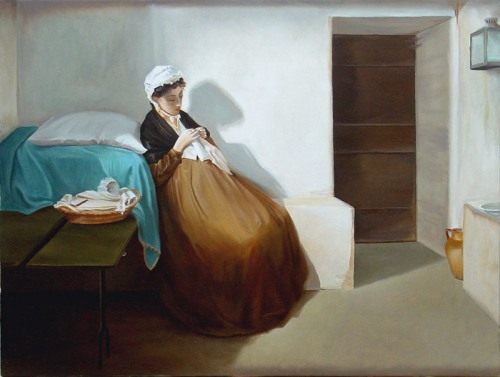
Luisa Sanfelice in carcere (1874) Museo di Capodimonte, Napoli

Dopo il 1880, nell'ultimo decennio della sua attività, entrò in crisi e, soprattutto nei paesaggi, mutò radicalmente la tecnica. Abbandonò infatti il tonalismo, che lo poneva fuori del dibattito del tempo e si accostò alla pittura di macchia, già sperimentata alla scuola di Resìna: realizzò pertanto una serie di dipinti di grande luminosità, con un sistema di pennellate larghe e ben individuate, come nei Funari di Torre del Greco e nel Tatuaggio dei camorristi (Napoli, Museo di Capodimonte).
Nonostante il temperamento schivo ebbe varie onorificenze, di cui ricordiamo la nomina a professore onorario dell'Accademia Ligustica. Nel 1890 ha fatto parte del giurì della Promotrice di Napoli. Morì prematuramente a 55 anni, nel 1891.

### Opere in musei e collezioni

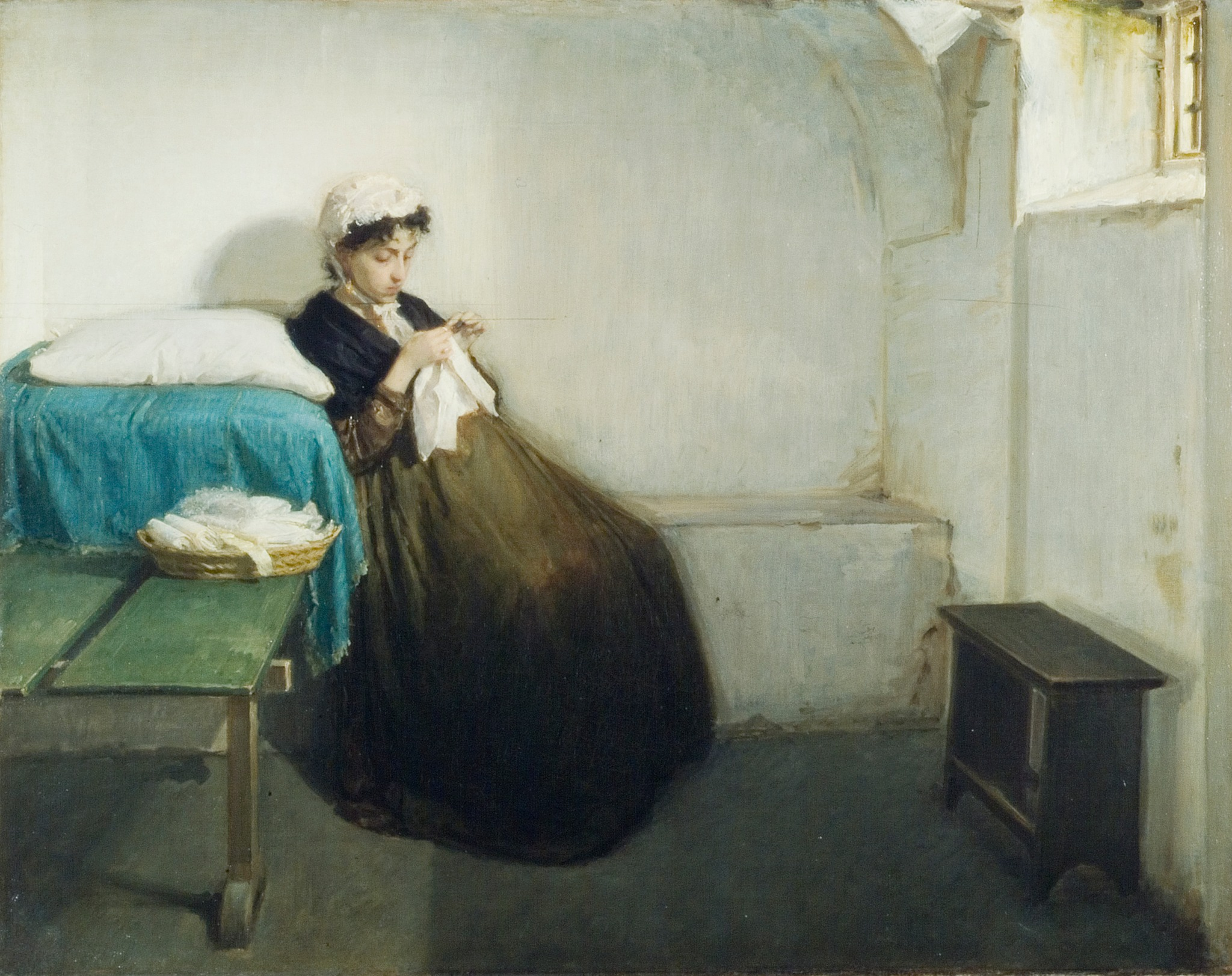
Luisa Sanfelice in carcere (1874-75), Roma, Galleria Nazionale d'Arte Moderna

Dei dipinti conservati nelle collezioni pubbliche segnaliamo: Paesaggio sotto la pioggia e La Sanfelice condotta al carcere di Palermo del 1855 (entrambe a Napoli, Banco di Napoli); Il Vesuvio (Milano, Civiche raccolte d'arte applicata); L'orfana (1862, Palermo, Galleria Comunale d'Arte Moderna); Roma o morte (1863, Lecce, Pinacoteca Provinciale). Alla Galleria dell'Accademia di belle arti di Napoli si conserva la tela Onomastico della maestra, 1879, 113x73,5 cm.
A Gioacchino Toma è stata dedicata una via residenziale del quartiere Vomero di Napoli.
Renato Guttuso nel 1944 ha dipinto Roma o Morte da Toma (1944, Roma, coll. Rai) riproponendo il tema Risorgimentale in connessione con la Resistenza antinazista.

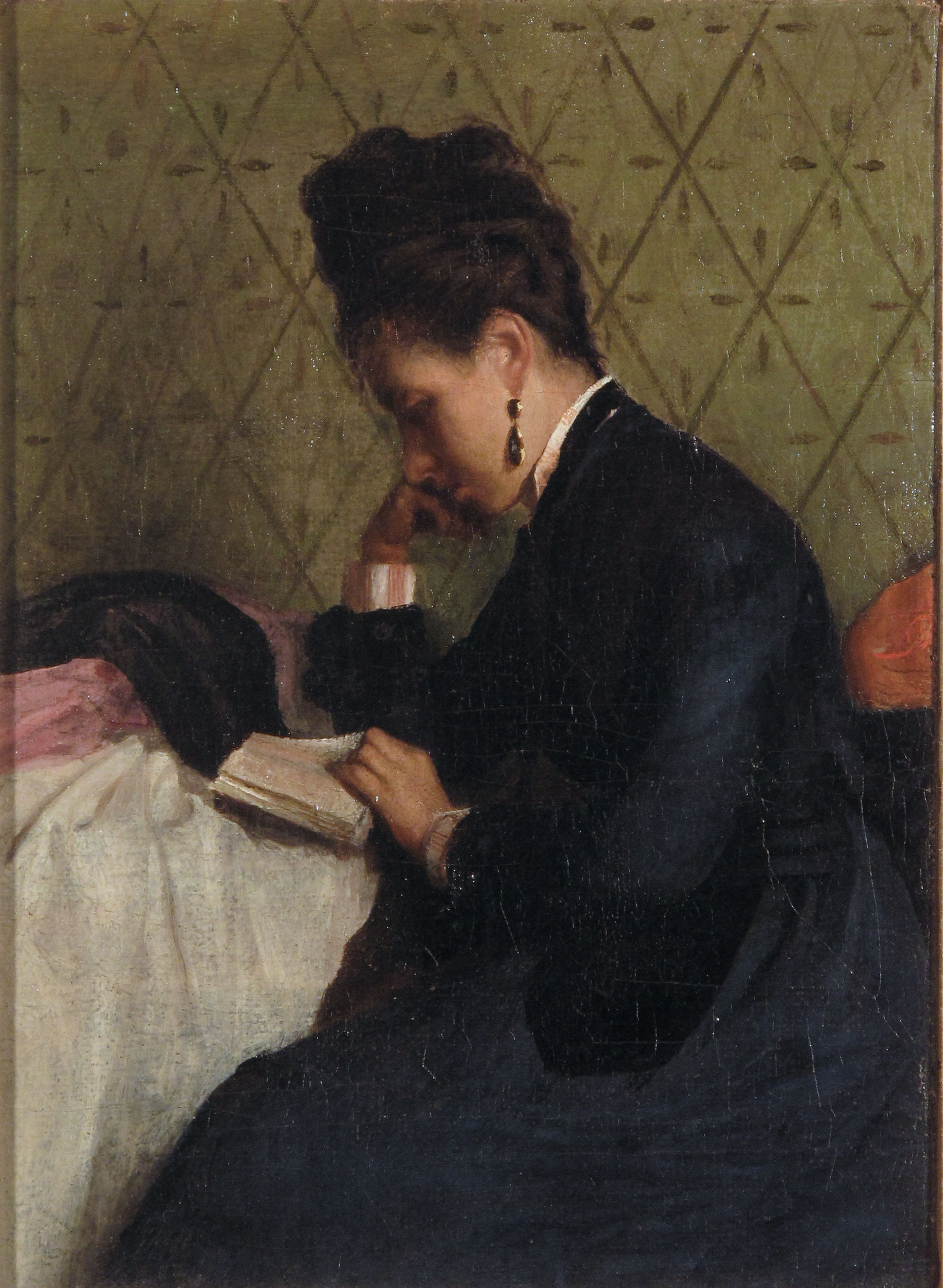
Gioacchino Toma, La Lettura

### Elenco opere
- Un esame rigoroso del santo uffizio
- Messa in casa
- L'onomastico della maestra
- La confessione del prete
- La ruota dei trovatelli
- Il bacio della nonna
- Il denaro di San Pietro
- Le due madri
- Convalescenza
- La lettura in convento
- La lettura
- Luisa Sanfelice in carcere (1874)
- Luisa Sanfelice in carcere (1877)
- Viatico dell'orfana
- Crocifissione tra le anime purganti
- I figli del popolo (1861) Bari, Pinacoteca Provinciale "C. Giaquinto"

### Scritti
- Ricordi d'un orfano, Napoli, Giannini & Figli, 1886, SBN NAP0525348. A c. di Aldo Vallone (Congedo, Galatina 1973).

Ricordare anche il Toma scrittore, non solo per la capacità di narrare un'esistenza a tratti picaresca, ma anche per meriti squisitamente stilistici. Forse tardivamente - per interesse dei Croce - e non diffusamente riconosciuto, Toma fu capace di una scrittura vigorosa, schietta ed incalzante. I Ricordi di un orfano sono appassionata memoria di un'infanzia difficile, di vera tenacia e di desiderio di riscatto, oltre che dell'impegno civile e politico di un uomo che seppe mettersi a nudo, pure nelle proprie debolezze, di fronte al giudizio del lettore.
- Disegno ornamentale: metodo adottato per le scuole secondarie.
- Il disegno pe' bambini, post 1865.
- Merletti napoletani.